# Scott Stokdyk
Scott Stokdyk (16 de outubro de 1969) é um especialista em efeitos visuais estadunidense. Venceu o Oscar de melhores efeitos visuais na edição de 2005 por Spider-Man 2, ao lado de John Dykstra, Anthony LaMolinara e John Frazier.